# Vlag van oblast Orenburg
De vlag van oblast Orenburg is in gebruik sinds 29 oktober 1997. De vlag bestaat uit een rood veld met het wapen van oblast Orenburg in het midden. De symbolen in het wapen zijn een rennende marter in blauw op wit, een Orthodoxe kruis en een wassende maan in goud op rood en twee gekruiste keizerlijke vlaggen. Het wapen wordt bekroond met een gouden kroon. Rood in het veld staat voor historische continuïteit, omdat het al heel lang de kleur is van de symbolen van zowel Rusland als de oblast Orenburg. Het kruis en de wassende maan vertegenwoordigen de ligging van de oblast op de grens tussen Europa en Azië. Ze vertegenwoordigen ook de twee belangrijkste religies van de inwoners - de Russische orthodoxie en de islam. De vlaggen symboliseren dat de oblast Orenburg deel uitmaakt van de Russische Federatie.